# Gewandhaus (Lipsko)
Gewandhaus je koncertní budova, která se nachází v německém městě Lipsko, na náměstí Augustusplatz, naproti budovy opery. Současná budova vznikla v druhé polovině 70. let jako nástupkyně dvou dřívějších (1781 a 1884), z nichž mladší byla zničena bombami za druhé světové války. Budova je hlavním sídlem Orchestru Gewandhausu.

## Historie
Základní kámen brutalistické stavby byl položen dne 8. listopadu 1977. Dnešní náměstí Augustusplatz na jihovýchodním okraji centra Lipska tehdy neslo název Karl Marx Platz. Místo, kde vznikl, bylo původně určené pro městské muzeum, to však bylo zničeno během druhé světové války. Stavba byla jedinou svého druhu v tehdejším Východním Německu, která vznikla čistě jako koncertní sál. Většina obdobných staveb vznikala jako tzv. kulturní domy nebo kulturní centra (např. v Drážďanech). Skutečnost, že tehdejší političtí představitelé souhlasili s výstavbou této budovy, byla dána i kampaní tehdejšího dirigenta Kurta Masura.
Stavba vznikla podle návrhu architekta Rudolfa Skody. Projekt byl připraven v roce 1975 a byl dokonce oceněn i západoněmeckým časopisem Bauwelt jako mimořádný pro úroveň tehdejší NDR. Kromě nápadného a unikátního tvaru stavby byla do foyer budovy umístěna také ohromná stropní malba Gesang vom Leben (Píseň života) na ploše 714 m².
Hlavní sál budovy má 1900 míst, malý sál 498 míst. Akustika byla několikrát zkoušena nastoupenými vojáky východoněmecké armády. Sál byl vybaven varhany s 6845 píšťalami. Slavnostní otevření budovy se uskutečnilo dne 8. října 1981, první představení vedl tehdejší světoznámý dirigent Kurt Masur.
Význam Gewandhausu byl dán i v roce 1989, kdy se zde konaly veřejné diskuze na téma reformy NDR a budoucnost Východního Německa. Díky tomu se dům stal velmi rychle symbolem politické opozice proti tehdejšímu komunistickému vedení země.